# Malpelo
Malpelo (španělsky Isla de Malpelo) je ostrov ležící ve východním Pacifiku. Nachází se přibližně 385 km od kolumbijského pobřeží, 360 km od panamského poloostrova Azuero a 620 km od Kokosového ostrova. Rozloha ostrova je 350 ha. Administrativně spadá pod kolumbijský departement Valle del Cauca. Na délku dosahuje zhruba 1500 m, na šířku 550 m. Je tvořen holou skálou. Nejvyšší bod (El Cerro de la Mona) má nadmořskou výšku 376 m n. m. Ostrov je obklopen několika menšími ostrůvky a skalisky. Jeho stáří je odhadováno na 17 až 20 milionů let, vznikl vulkanickou činností v místě styku Kokosové tektonické desky a desky Nazca. Ostrov není trvale obydlen, je zde jen malá základna kolumbijského vojska, které chrání okolní vody před ilegálním rybolovem.

## Světové dědictví UNESCO
V roce 2006 byl ostrov společně s okolní vodní plochou zapsán na seznam přírodního dědictví UNESCO pod názvem „útočiště flory a fauny Malpelo“. Celková rozloha chráněného území je 857 500 ha, z toho na vodní plochy připadá 99,96% celkové výměry.
Na ostrově hnízdí mnoho ptačích druhů. Žije zde i 5 endemických živočišných druhů - krab Gecarcinus malpilensis, ještěři Anolis agassizi, Phyllodactylus transversalis, Diploglossus millepunctatus a brouk Platynus carabidae.
Vody obklopující Malpelo jsou domovem unikátní populace různých druhů žraloků, mořských savců, ryb, měkkýšů a dalších mořských živočichů. Zdejší ekosystém tvoří jak mělké korálové útesy tak i hluboké oceánské oblasti, je zde zakázán rybolov. Byl zde zaznamenán výskyt např. keporkaka, plejtváka obrovského, plejtváka myšoka, plejtváka Brydeova, vorvaně obrovského, kosatky dravé, kosatky černé, ferezy malé nebo vorvaňovce zobatého. Ze žraloků se zde vyskytují např. žralok černocípý, žralok ostrozubý, žralok vouskatý, žralok obrovský, žralok lagunový, žralok galapážský, žralok dlouhoploutvý či kladivoun bronzový.

## Fotogalerie

mapa ostrova
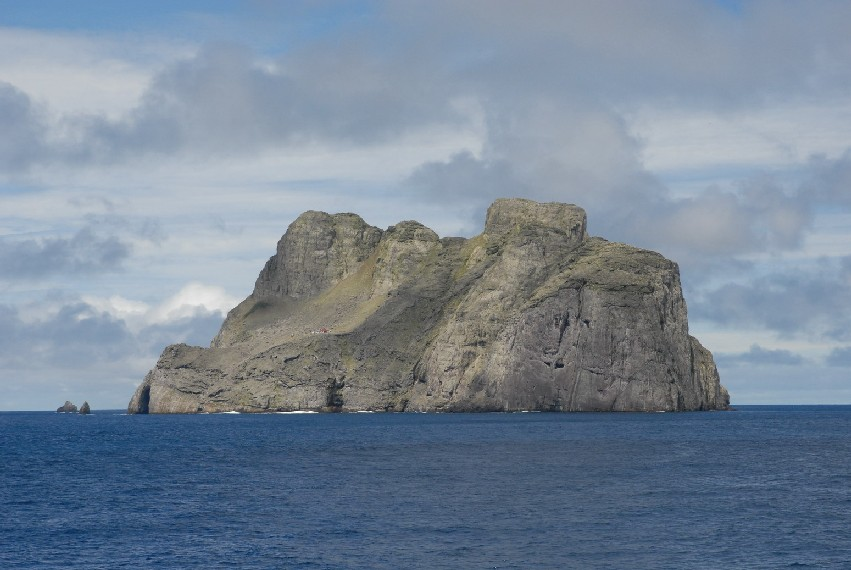
ostrov Malpelo
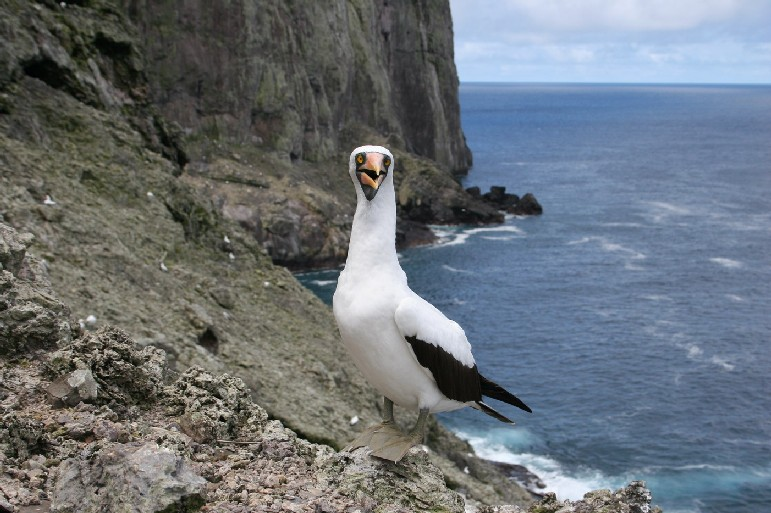
terej tichomořský